# タイパ島
座標: 北緯22度9分26.33秒 東経113度33分11.14秒 / 北緯22.1573139度 東経113.5530944度

氹仔島（タイパとう/たんしとう）は、マカオの地域名称であり、堂区は嘉模堂区（Freguesia de Nossa Senhora do Carmo　ノッサ・セニョータ・ド・カルモ堂区）を構成している。

## 概要
東には159.1メートルの大氹山があり、西には小氹山がある。
古くは、大氹仔と小氹仔の2つの島から成っていたが、中央部がシルト化と干拓の結果、つながることとなった。
マカオ半島からは南に2.5キロメートルの位置にあり、嘉楽庇総督大橋 (Ponte Governador Nobre de Carvalho)、澳門友誼大橋 (Ponte de Amizade)、および西湾大橋 (Ponte de Sai Van) の3つの橋がマカオ半島と島を繋いでいる。
広東省珠海市の横琴島の東に位置し、かつては、独立した島嶼であり、南に位置するコロアネ島との間は土手道である路氹連貫公路 (Estrada do Istmo) により接続されていたが、1990年代に、コロアネ島との間が埋め立てられ、埋め立て地コタイ地区を挟んで両島が一体化した。
マカオ国際空港、マカオジョッキークラブ、および澳門運動場はタイパ島に位置している、
- 面積: 6.33 km² (1.5 x 3.5 km)
- 人口: 7,000

中国からの移住者は南宋時代に最も多かったが、ポルトガル人は1851年に島を占領した。

## 名称
タイパ島は歴史上、中国語で龍環、雞頸、潭仔、龍頭環などいくつかの名前で知られている。
伝承によると、ポルトガル語と英語の名前 "Taipa" は、タイパ島への初期のポルトガル人移住者と中国人移住者との間の交流から来ている。ポルトガル人は地名を中国人に尋ねた。中国人の移住者は、ポルトガル語が全く話せなかったが、地元の食料品店店主であった。しかしポルトガル語の nome（名前）は広東語の「糯米」（もち米）と発音が似ていた。ポルトガル人の移住者は彼らが米を売るときの "大把"（ダイバ、たくさんの意）を地名であると勘違いした。しかしながら、この説を支持する証拠は何も残っていない。

## 主要施設

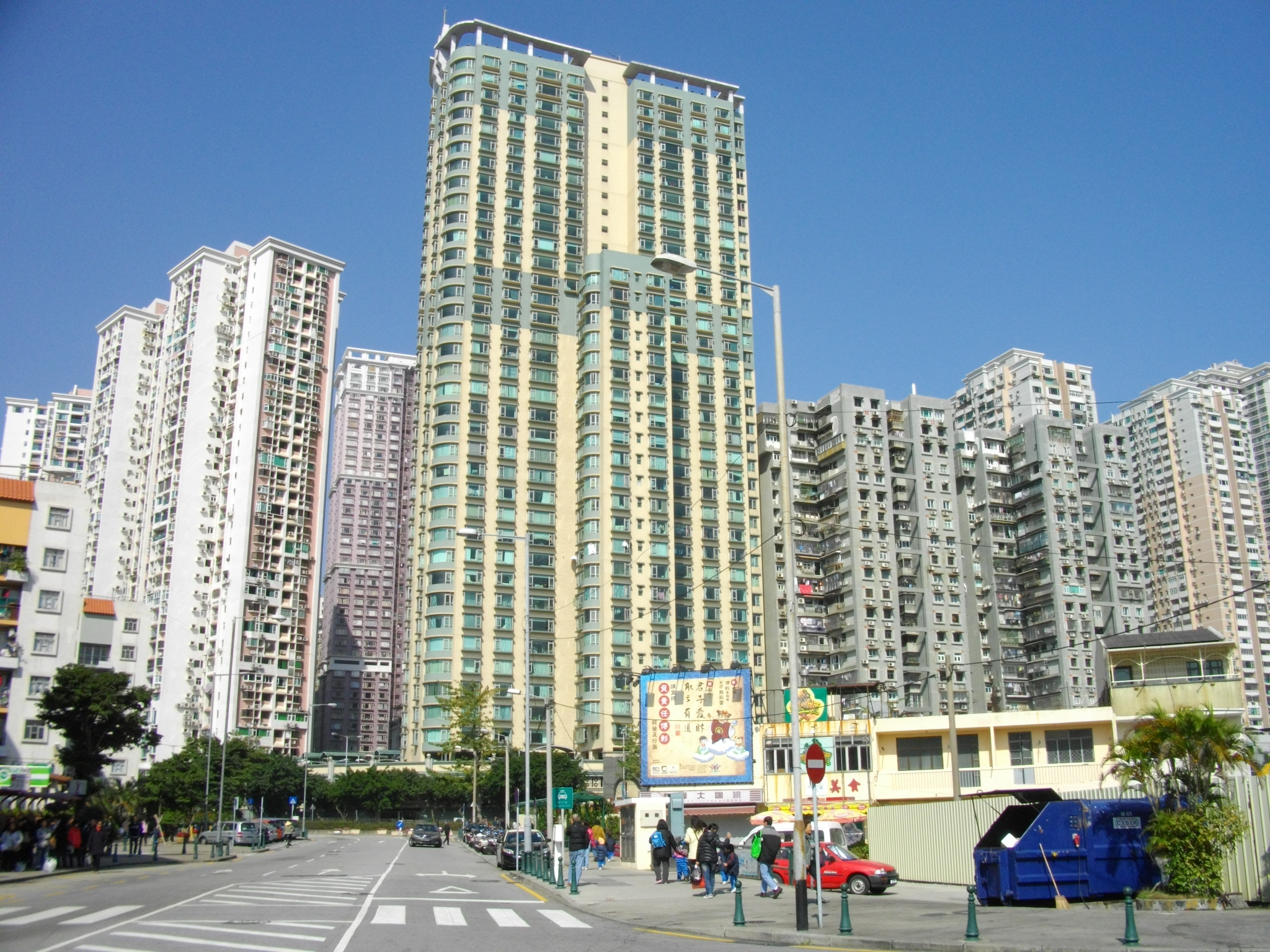
タイパ新市街の街並み
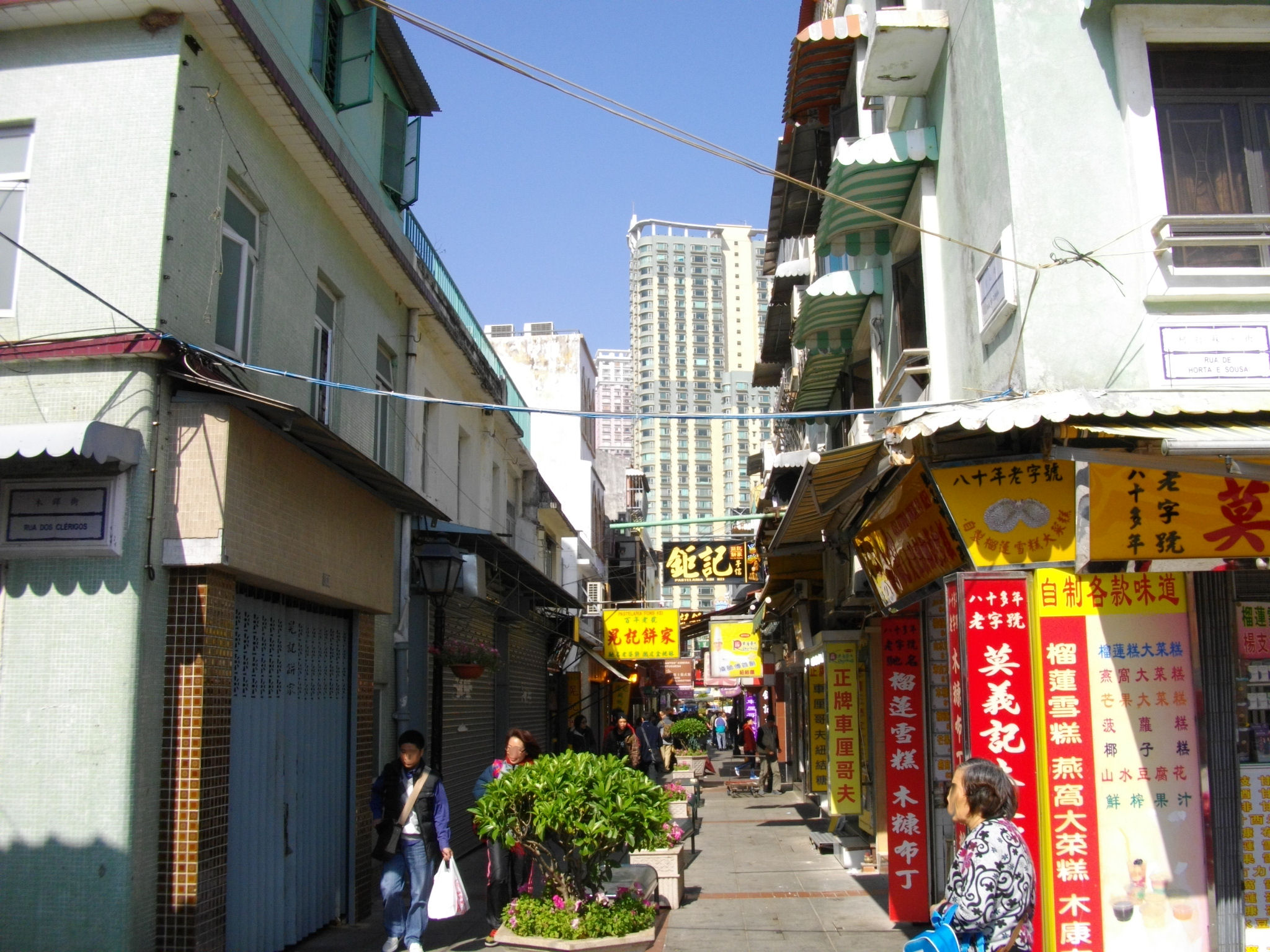
官也街

- マカオ国際空港
- タイパ・フェリーターミナル
- 澳門大学
- 菩提園
- 観音岩
- 天后宮
- 三婆廟
- 北帝廟
- 四面仏
- カルモ教会
- 官也街
- タイパ・ハウス・ミュージアム
- タイパ・コロアネ歴史博物館

- タイパ新市街の街並み
- 官也街